# Дмитриевка (Кармаскалинский район)
Дмитриевка (баш. Дмитриевка) — деревня в Кармаскалинском районе Республики Башкортостан Российской Федерации. Входит в состав Ефремкинского сельсовета.

## География

### Географическое положение
Расстояние до:
- районного центра (Кармаскалы): 15 км,
- ближайшей ж/д станции (Тазларово): 8 км.

## Население
| 2002 | 2009 | 2010 |
| ---- | ---- | ---- |
| 193  | ↗216 | ↘205 |

Национальный состав
Согласно переписи 2002 года, преобладающая национальность — чуваши (93 %).